# Eva Kondorosi

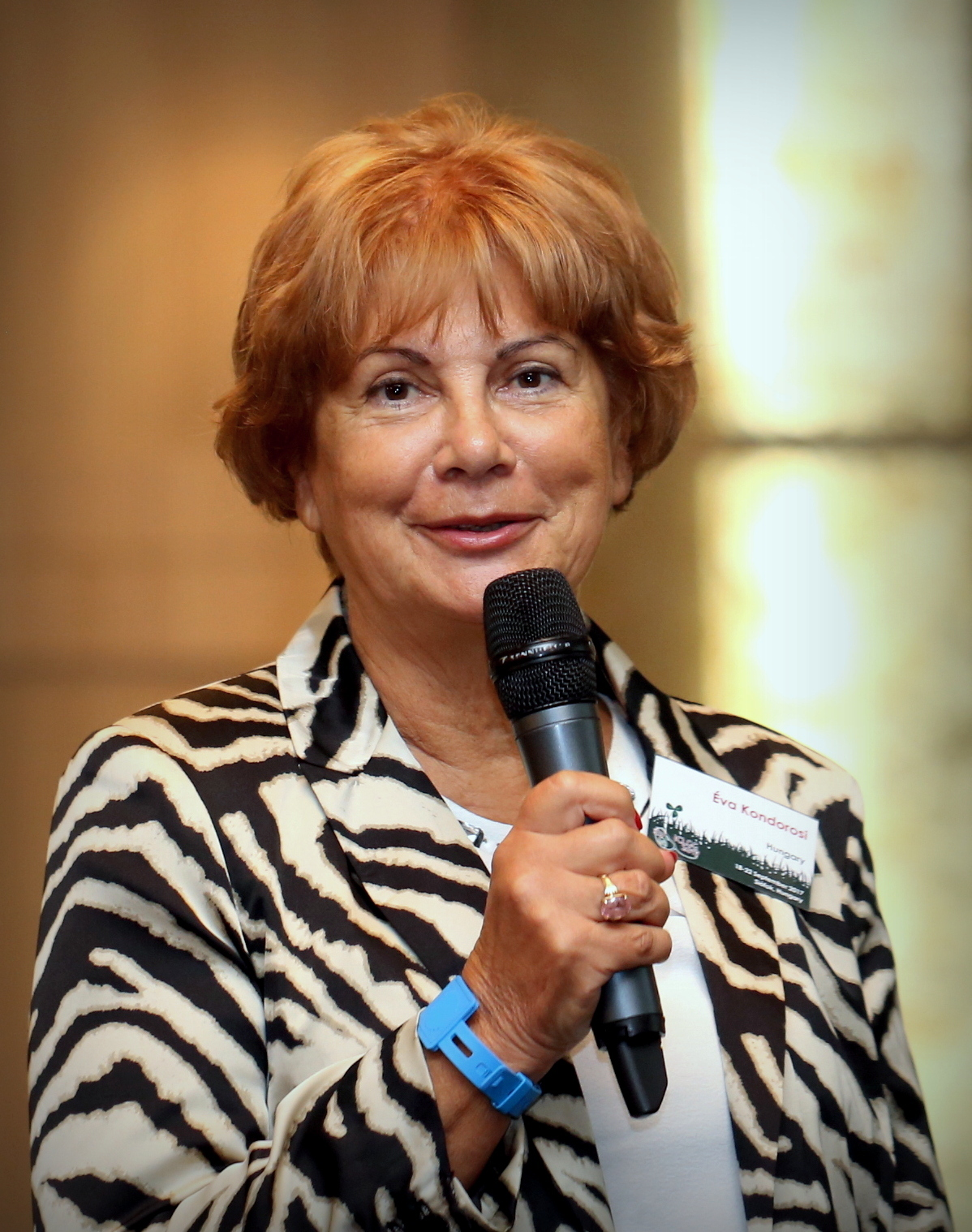
Eva Kondorosi

Eva Kondorosi (* 22. März 1948 in Budapest, Ungarn) ist eine Biologin mit ungarischer und französischer Staatsbürgerschaft.

## Leben
Eva Kondorosi absolvierte 1971 ihr Masterstudium in Biologie und 1973 erlange sie ihren Doktortitel in Genetik und Biochemie an der Eötvös-Loránd-Universität in Budapest. Ab 1973 war sie Teil des Forschungszentrums für Biologie der Ungarischen Akademien der Wissenschaften in Szeged. Zwischen den Jahren 1973 und 1986 absolvierte sie Auslandsaufenthalte an den Universitäten Sussex, Harvard und Cornell sowie am Max-Planck-Institut für Züchtungsforschung in Köln. Im Jahr 1989 ließ sie sich in Frankreich nieder, wo sie am Centre national de la recherche scientifique (CNRS) zu arbeiten begann. Dort war Kondorosi Forschungsdirektorin am Institut des Sciences du végétal in Gif-sur-Yvette.
Im Jahr 1995 erlangte sie die französische Staatsbürgerschaft. Sie spielte eine wichtige Rolle in der wissenschaftlichen Zusammenarbeit zwischen Ungarn und Frankreich. So behielt sie während ihres Aufenthalts in Frankreich enge Kontakte zu ihrem Forschungslabor in Szeged. Dies ermöglichte die Kooperation zwischen dem Institut in Gif-sur-Yvette und dem Labor in Szeged. Zwischen 2007 und 2012 kam es zur Verbindung der beiden Institutionen durch die Gründung des BAYGEN-Instituts. Dieses ist nun Bestandteil des Forschungszentrums für Biologie der Ungarischen Akademien der Wissenschaften. Dort leitet Kondorosi momentan das Laboratorium für Symbiose und funktionelle Genomik. 2020 wurde sie zur leitenden wissenschaftlichen Beraterin der Europäischen Kommission ernannt.

## Forschung
Eva Kondorosi erforscht die Entwicklung von Pflanzenzellen und ihre molekularen Schutzmechanismen. Mit ihrer Forschung hat sie wesentlich zum Verständnis der Symbiose zwischen Pflanzen und Bakterien beigetragen.
Sie untersuchte Hülsenfrucht-Pflanzen (Leguminosen), die mit bestimmten Bodenbakterien (Rhizobien) eine Knöllchensymbiose eingehen. Die Bakterien binden Stickstoff, den die Pflanzen zum Wachstum brauchen. Die Pflanzen manipulieren dabei die Bakterien so, dass diese zu vergrößerten Bakteroiden heranwachsen und ihre Zellmembran verändern. Kondorosi konnte feststellen, dass antimikrobielle Peptide eine wichtige Rolle bei diesem Prozess spielen. Die Pflanzen, die diese Peptide produzieren kontrollieren also die Bakterien und machen sie so zu ihren Helfern.
Diese Erkenntnisse über die Stickstofffixierung waren nicht nur für die Grundlagenforschung von großer Bedeutung, sondern leisten auch einen wichtigen Beitrag zur Nahrungssicherheit. Zudem konnte dadurch die Abhängigkeit von Kunstdüngern, die eine wichtige Quelle von Treibhausgasen sind, verringert werden.
Im Jahr 2018 wurde ihr mit folgender Begründung der Balzan-Preis für Chemische Ökologie verliehen: „Für ihre wichtigen Beiträge zur Chemischen Ökologie dank ihrer bahnbrechenden Forschungen zur Molekularbiologie der Symbiose zwischen Leguminosen und Stickstoff-fixierenden Bakterien, der Identifizierung von Nodulationsgenen und anderen Nod-Faktoren, der Induktion von Nodulationsgenen durch Flavonoide, sowie der Zellzyklus-Regulation und Differenzierung der Bakterien beim Entstehen der Symbiose.“

## Mitgliedschaften (Auswahl)
Eva Kondorosi ist unter anderem Mitglied der folgenden Organisationen:
- European Molecular Biology Organization[7][3]
- Europäischer Forschungsrat[3]
- US-National Academy of Sciences (2010)[8]
- Academia Europaea (2010)[9]
- Ungarische Akademien der Wissenschaften[10]
- Académie d’Agriculture de France[2]
- Nationalen Akademie der Wissenschaften Leopoldina (2015)[5]

## Auszeichnungen (Auswahl)
- 2021: Prima-Primissima-Preis[11]
- 2018: Balzan-Preis für die Chemische Ökologie[6]
- 2016: Hauptpreis – Stiftung für Szeged[5]
- 2012: Széchenyi-Preis der ungarischen Regierung[5]
- 2012: Preis der International Society of Molecular Plant-Microbe Interactions[12]
- 2011: Szeged-Preis[5]
- 2011: Prix de La Recherche en Biologie[5]
- 2007: Hotchkiss-Preis[13]
- 1985: Akademischer Preis – Ungarische Akademie der Wissenschaften, Präsidentschaft[14][13]

## Publikationen (Auswahl)
- S. Zhang, E. Kondorosi, A. Kereszt: An anthocyanin marker for direct visualization of plant transformation and its use to study nitrogen-fixing nodule development. In: J Plant Res. Band 132, Nr. 5, 2019, S. 695–703.
- A. Kereszt, P. Mergaert, J. Montiel, G. Endre, E. Koronosi: Impact of plant peptides on symbiotic nodule development and functioning. In: Front Plant Sci. Band 9, 17. Jul 2018, S. 1026.
- J. Montiel, J. A. Downie, A. Farkas, P. Bihari, R. Herczeg, B. Balint, P. Mergaert, A. Kereszt, E. Koronosi: Morphotype of bacteroids in different legumes correlates with the number and type of symbiotic NCR peptides. In: Proc Natl Acad Sci USA. Band 114, Nr. 19, 9. Mai 2017, S. 5041–5046.
- M. Nagymihály, A. Veluchamy, Z. Györgypal, F. Ariel, T. Jégu, M. Benhamed, A. Szücs, A. Kereszt, P. Mergaert, E. Koronosi: Ploidy-dependent changes in the epigenome of symbiotic cells correlate with specific patterns of gene expression. In: Proc Natl Acad Sci USA. Band 114, Nr. 17, 25. Apr 2017, S. 4543–4548.
- Q. Wang, S. Yang, J. Liu, K. Terecskei, E. Abraham, A. Gombar, A. Domonkos, A. Szücs, P. Körmöczi, T. Wang, L. Fodor, L. Mao, Z. Fei, E. Koronosi, P. Kalo, A. Kereszt, H. Zhu: Host-secreted antimicrobial peptide enforces symbiotic selectivity in Medicago truncatula. In: Proc Natl Acad Sci USA. Band 114, Nr. 26, 27. Jun 2017, S. 6854–6859.
- B. Horvath, A. Domonkos, A. Kereszt, A. Szücs, E. Abraham, F. Ayaydin, K. Boka, Y. Chen, J. D. Murray, M. K. Udvardi, E. Koronosi, P. Kalo: Loss of the nodule-specific cysteine rich peptide, NCR169, abolishes symbiotic nitrogen fixation in the Medicago truncatula dnf7 mutant. In: Proc Natl Acad Sci USA. Band 112, Nr. 49, 8. Dez 2015, S. 15232–15237.
- H. Dürgo, E. Klement, E. Hunyadi-Gulyas, A. Szücs, A. Kereszt, K. Medzihradszky, E. Koronosi: Identification of nodule-specific cysteine-rich plant peptides in endosymbiotic bacteria. In: Proteomics. Band 15, Nr. 13, Jul 2015, S. 2291–2295.
- G. Maróti, J. A. Downie, E. Koronosi: Plant cysteine-rich peptides that inhibit pathogen growth and control rhizobial differentiation in legume nodules. In: Curr Opin Plant Biol. Band 26, Aug 2015, S. 57–63.